# 11 janvier 1951
Le jeudi 11 janvier 1951 est le 11e jour de l'année 1951.

## Naissances
- Brenda Kirk (morte le 6 septembre 2015), joueuse de tennis sud-africaine
- Dominique Barbier, psychiatre français
- Giorgio Barberio Corsetti, acteur, dramaturge et metteur en scène italien de théâtre
- Hans Wijers, homme politique néerlandais
- Jack Zduriencik, dirigeant de baseball américain
- Jean-Louis Benoit, athlète français
- Olivier Blanc, historien, fin XVIIIe & empire
- Philip Tartaglia, archevêque écossais
- Sylvie O'Dy, journaliste française

## Décès
- Amédée Fengarol (né le 30 mars 1905), homme politique guadeloupéen
- Jean-Pierre Esteva (né le 14 septembre 1880), personnalité politique française